# Белашов, Александр Михайлович
Алекса́ндр Миха́йлович Белашо́в (9 января 1933, Ленинград, СССР — 28 июня 2011, Москва, Российская Федерация) — советский и российский скульптор-анималист, сын скульпторов Екатерины и Михаила Белашовых.
Заслуженный художник РСФСР (1978), лауреат Государственной премии России (1993), академик Российской академии художеств (2002; член-корреспондент с 1995).

## Биография
Родился в 1933 году в Ленинграде в семье скульпторов Екатерины Фёдоровны и Михаила Гавриловича Белашовых.
В 1948—1952 годах учился в Московской средней художественной школе. В 1953—1960 годах учился МВХПУ (в настоящее время — Российский государственный художественно-промышленный университет имени С. Г. Строганова) у Г. А. Шульца, С. Л. Рабиновича, Е. Ф. Белашовой, В. И. Козлинского. Совершил ряд творческих поездок в Карелию, Якутию, Туву, Чукотку, Камчатку, Будапешт и др. С 1953 года — участник различных художественных выставок. В 1962 году стал членом Союза художников СССР. В 1965 участвовал в выставке.
В 1978 году присвоено звание «Заслуженного художника РСФСР».

Скульптура у кинотеатра «Ленинград» (1976)

В 1986 году награждён дипломом АХ СССР за композицию в керамике «Куница» и «Джейраны».
В 1987 году Белашову присуждена серебряная медаль АХ СССР, а в 1993 году — Государственная премия РФ за художественное решение интерьеров Палеонтологического музея им. Ю. А. Орлова в Москве.
В 1995 году избран членом-корреспондентом PAX.
В 2005 году удостоен Премии Правительства Москвы за памятник жертвам теракта на Дубровке.
Умер 28 июня 2011 года, в Москве. Похоронен на Новодевичьем кладбище рядом с матерью.

## Семья
- Мать — Екатерина Фёдоровна Белашова (1906—1971), скульптор
- Отец — Михаил Гаврилович Белашов (1903—1941), скульптор
- Сын — Александр Александрович Белашов[источник не указан 1099 дней]
- Дочь — Анна Александровна Белашова[источник не указан 1099 дней]

## Работы

А. М. Белашов. «Охотник», бронза, 1970. Парк «Музеон», Москва

Большинство работ Белашова установлены в Москве: на Чистых прудах, у кинотеатра «Ленинград», во внутреннем дворике Палеонтологического музея; а также в Аддис-Абебе, Баку, Барнауле, Калининграде, Уфе и ранее в Хабаровске.
- «Семья оленевода» (1967)
- «Танец журавлей» (1967)
- «Арктика» (1973)
- «Лань» (1976)Фонтан «Танцующие журавли» в Уфе
- Портрет С. Есенина

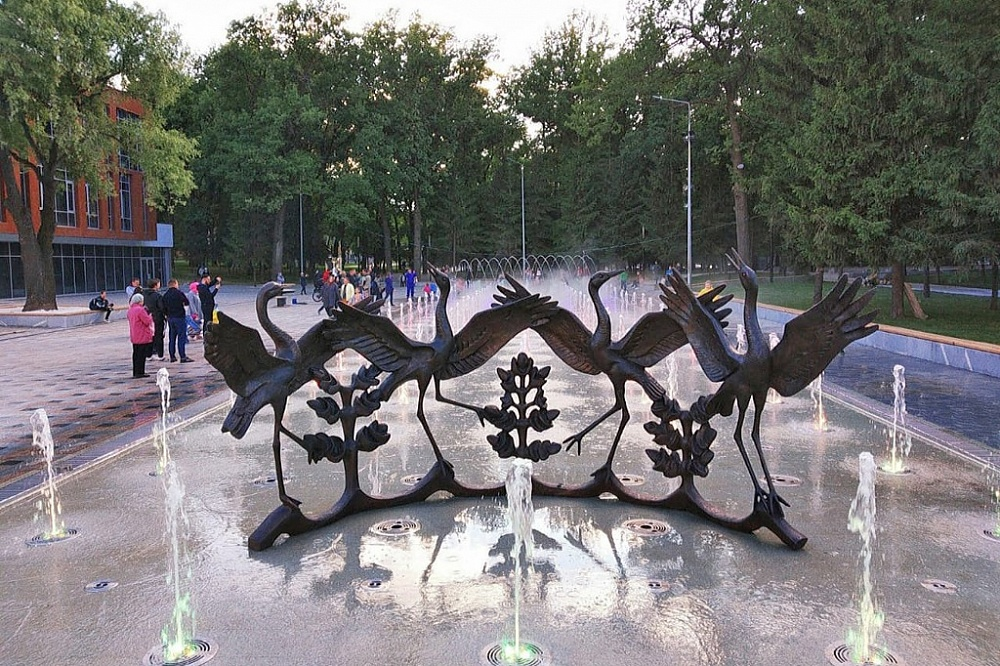
Фонтан «Танцующие журавли» в Уфе

- «Медвежонок на островке» (1979, театр Натальи Сац)
- Фонтан «Танцующие журавли» (1967 или 1972—1974)
- Мамонт, летающие ящеры, носорог (1988—1989)
- Девять скульптурных композиций для Московского зоопарка (1994—1995)
- «Орленок» (1996)
- Памятник Наталии Сац (1998)
- Фонтан «Поющий журавль» (1999)
- Памятник жертвам «Норд-Оста» (Москва, 2003)
- Памятник А. С. Пушкину (Аддис-Абеба, 2006)
- Памятник Сергею Образцову (Москва, 2006)

## Награды
- Заслуженный художник РСФСР (1978)
- Государственная премия РФ (1993) — за скульптурное оформление интерьеров Палеонтологического музея им. Ю. А. Орлова Российской Академии наук.

## Публикации
- А. Белашов. Александр Белашов: мои встречи с животными // Юный художник : журнал. — 1988. — Январь (№ 1). — С. 22–25.

#### Альбомы и каталоги
- Чукотка : Альбом / А. М. Белашов, В. И. Смирнов, Г. В. Черемушкин. — Москва: Советский художник, 1973. — 138 с.
- Мир природы : Альбом / А. М. Белашов, засл. худож. РСФСР ; Сост. и авт. вступ. статьи  И. Е. Светлов. — Москва: Советский художник, 1978. — 6 с.
- А. Белашов. А. Казачок. Ю. Ушков. В. Шелов : каталог : скульптура, живопись, графика / Московское отд-ние Союза художников РСФСР ; сост. кат. и авт. текста М. Хиенинсон. — Москва, 1965. — 23 с.
- Выставка произведений московских художников «50 лет МОСХ», 1932–1982 : Каталог. В 2-х ч. / Авт. вступит. статьи Б. А. Тальберг. — Москва: Советский художник, 1982.